# Cabardès
Pour l’article homonyme, voir cabardès (AOC).

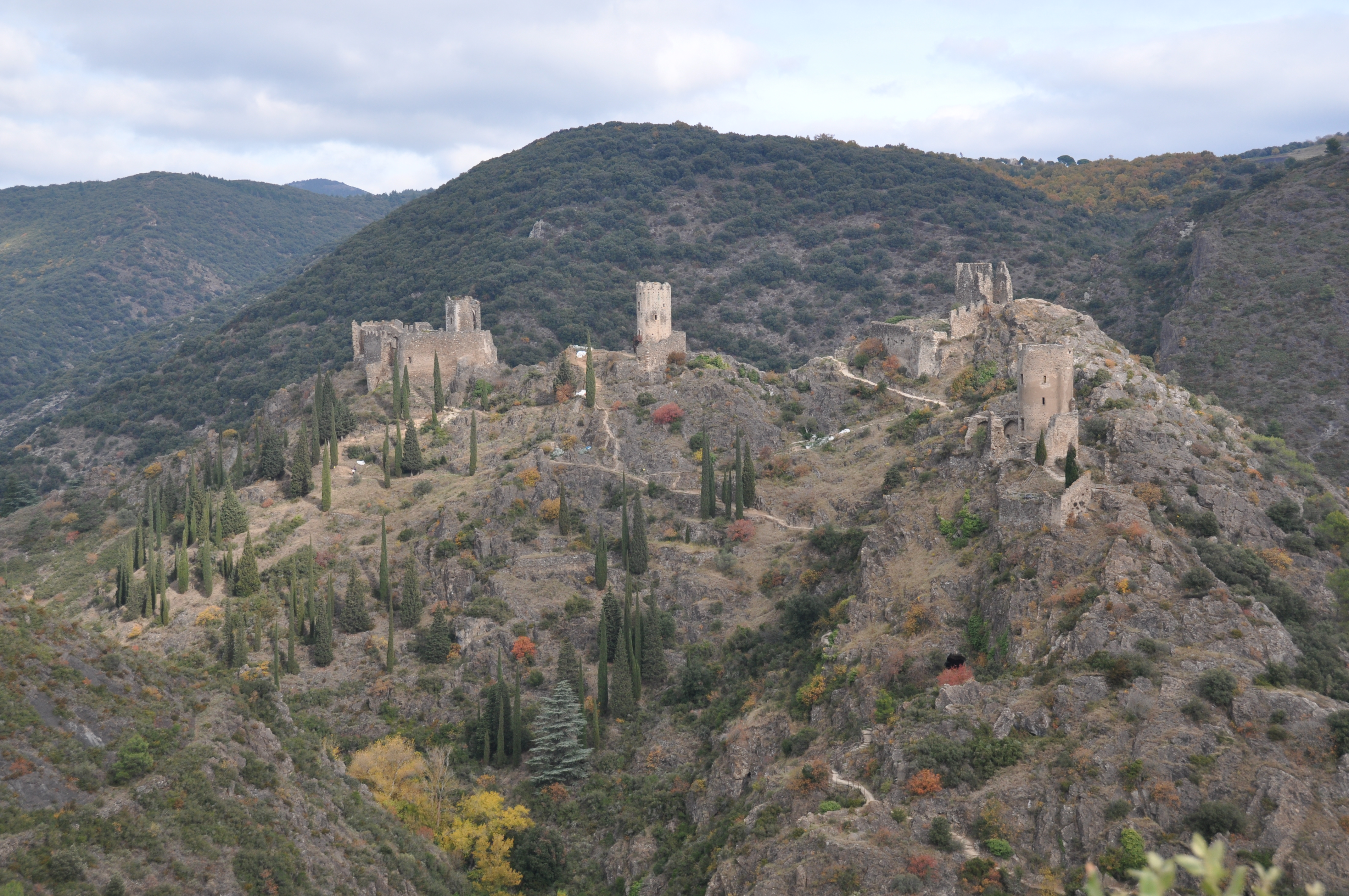
Châteaux cathares de Lastours.

Le Cabardès, en occitan Cabardés, est une région (ou un pays) du département de l'Aude en France. Onze communes le portent aujourd’hui dans leur nom. Il s'étend des pentes de la montagne Noire, au nord, jusque près de Carcassonne. Son point culminant, à 1 211 mètres d'altitude, est le pic de Nore sur le contrefort du Massif central.
La Cabardès fait partie du Pays cathare. Le développement du catharisme à la fin du XIIe siècle et au début du XIIIe siècle a marqué fortement son histoire.

## Géographie
Des crêtes de la montagne Noire au nord à la lisière du pays carcassonnais au sud, entre le Lauragais à l’ouest et le Minervois à l’est, le Cabardès constitue une  entité historique et géographique remarquable.
Du point de vue historique, ce pays correspond à l’ancienne viguerie du Cabardès créée par l’administration royale au début du XIVe siècle qui rassemblait 34 communautés. Cette viguerie était bien plus étendue que le fief originel des seigneurs de Cabaret, d’où le Cabardès tire son nom.

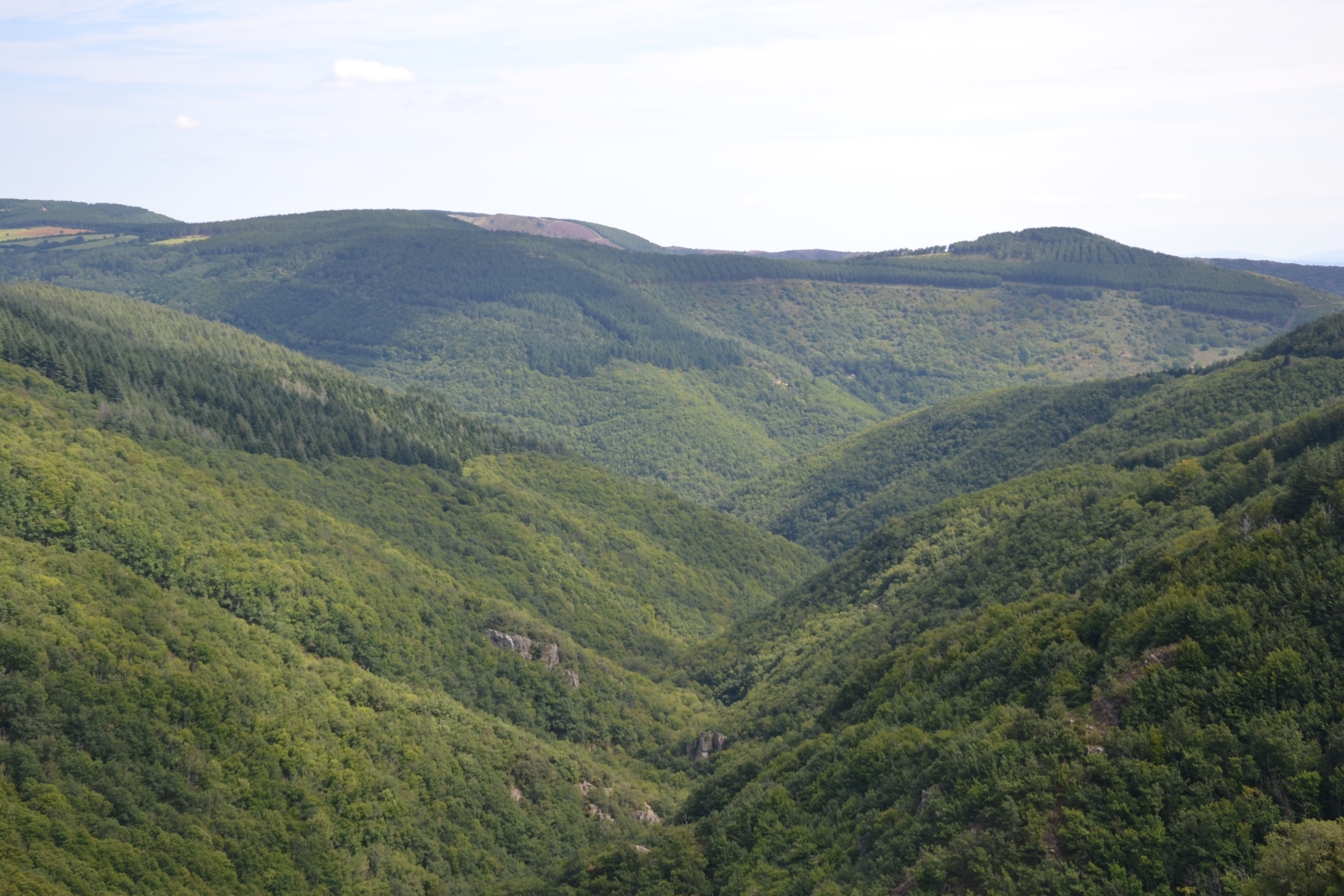
Paysage du Haut Cabardès.

Du point de vue géographique, c’est un ensemble comprenant une grande partie du versant sud de la montagne Noire et de ses piémonts. Schématiquement, sur un axe nord-sud légèrement incliné vers le sud-ouest, on peut distinguer plusieurs entités :
- le Haut Cabardès, zone de moyenne montagne entaillée par de profondes vallées, notamment celles de l’Orbiel qui constitue le sillon central du Cabardès, la Dure à l’ouest et la Clamoux à l’est. C’est le cœur historique du pays allant de Lastours aux crêtes de la montagne Noire. Il est couvert par de la garrigue dans sa partie la plus basse et par des forêts plus denses en altitude.
- une zone située à mi-hauteur de la Montagne Noire, moins accidentée, constituée de croupes en partie  pâturées et cultivées[1]. Cette zone couvre approximativement les communes de Saissac, Saint-Denis, Brousse-et-Villaret et Cuxac-Cabardès ;
- une zone de piémonts constituée de cuestas qui couvre notamment les communes de Montolieu, Ventenac-Cabardès, Moussoulens et Aragon ;
- à l'est de la précédente, une zone légèrement vallonnée autour de Conques, Villegly, Villalier et Villarzel-Cabardès qui fait transition avec la plaine de Carcassonne.

La vigne domine dans ces deux dernières parties.

## Histoire
De la préhistoire à la période antique

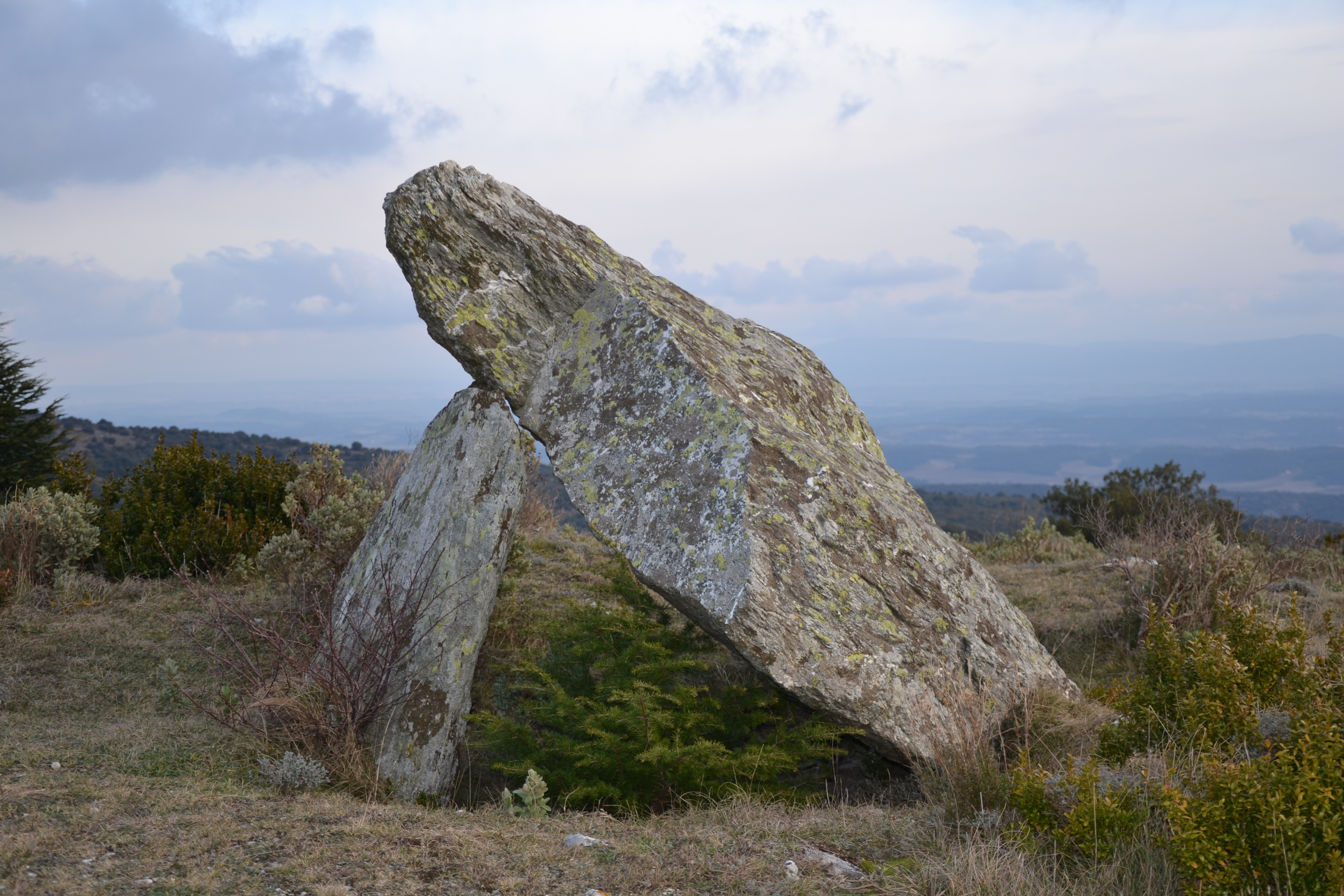
Dolmen à Fournes-Cabardès.

Des populations ont vraisemblablement occupé le Cabardès dès le paléolithique, mais les vestiges datant de cette époque y sont rares et peu étudiés, ce qui ne permet pas de disposer de données historiques précises.
Par contre, la présence humaine a été clairement mise évidence à l’âge du bronze lors de fouilles réalisées à Lastours : dans une grotte située sous le château de Quertinheux a été découverte la sépulture d’une fillette âgée de 7-8 ans parée d’un bracelet, d’un collier et de divers autres objets d’apparat ; la qualité de ces objets laisse penser qu’il s’agissait de la fille d’un notable, d’où le nom de « princesse au collier » qui lui a été attribuée. Cette sépulture date de la première partie du bronze moyen, soit entre 1500 et 1400 ans av. J.-C.
À l'âge du fer, les Volques ont occupé la région et exploité les mines de fer de la Montagne Noire jusqu’à la conquête romaine.
Durant la période gallo-romaine la vocation minière de la région s’est intensifiée comme l’attestent les fouilles conduites sur le site du domaine des Forges situé sur la commune Les Martys. L’exploitation de ce centre métallurgique antique a duré environ 3 siècles de 60/50 av. J.-C. à 260/270 apr. J.-C..
Au VIe siècle, « Caput Ariétis » (la tête de bélier) qui correspond vraisemblablement au site de Cabaret à Lastours est signalé dans un texte de Grégoire de Tours : en l’an 585, Reccarède, fils du roi des wisigoths, prit le castrum de Cabaret à Gontran, roi des Burgondes. La découverte sur ce site de plusieurs sépultures contenant des objets wisigothiques confirme d’ailleurs la présence wisigothe à cette période. La conversion de Reccarède au catholicisme en 589 favorise la christianisation progressive de la région avec la création de plusieurs lieux de culte le long de la vallée de l’Orbiel.
Au Moyen Âge
Au IXe siècle, Charles le Chauve attribue la région de Cabaret à Oliba, Comte de Carcassonne et dès lors le destin du Cabardès va être étroitement lié à celui de Carcassonne.
Au XIIe siècle, la seigneurie de Cabaret, vassale des Trencavel, Vicomtes de Carcassonne, occupe le territoire. La richesse minière de la région va contribuer à la puissance de cette famille seigneuriale. Mais sa notoriété est surtout liée à son rôle dans  la défense du catharisme lors de la Croisade des Albigeois.
Une autre seigneurie de moindre importance, Miraval, occupe le nord-ouest du territoire couvert de forêts. Cette seigneurie doit sa notoriété à l’un de ses co-seigneurs, le troubadour Raimon de Miraval, auteur de nombreux poèmes courtois où il évoque ses amours pour de belles dames de la haute société régionale.

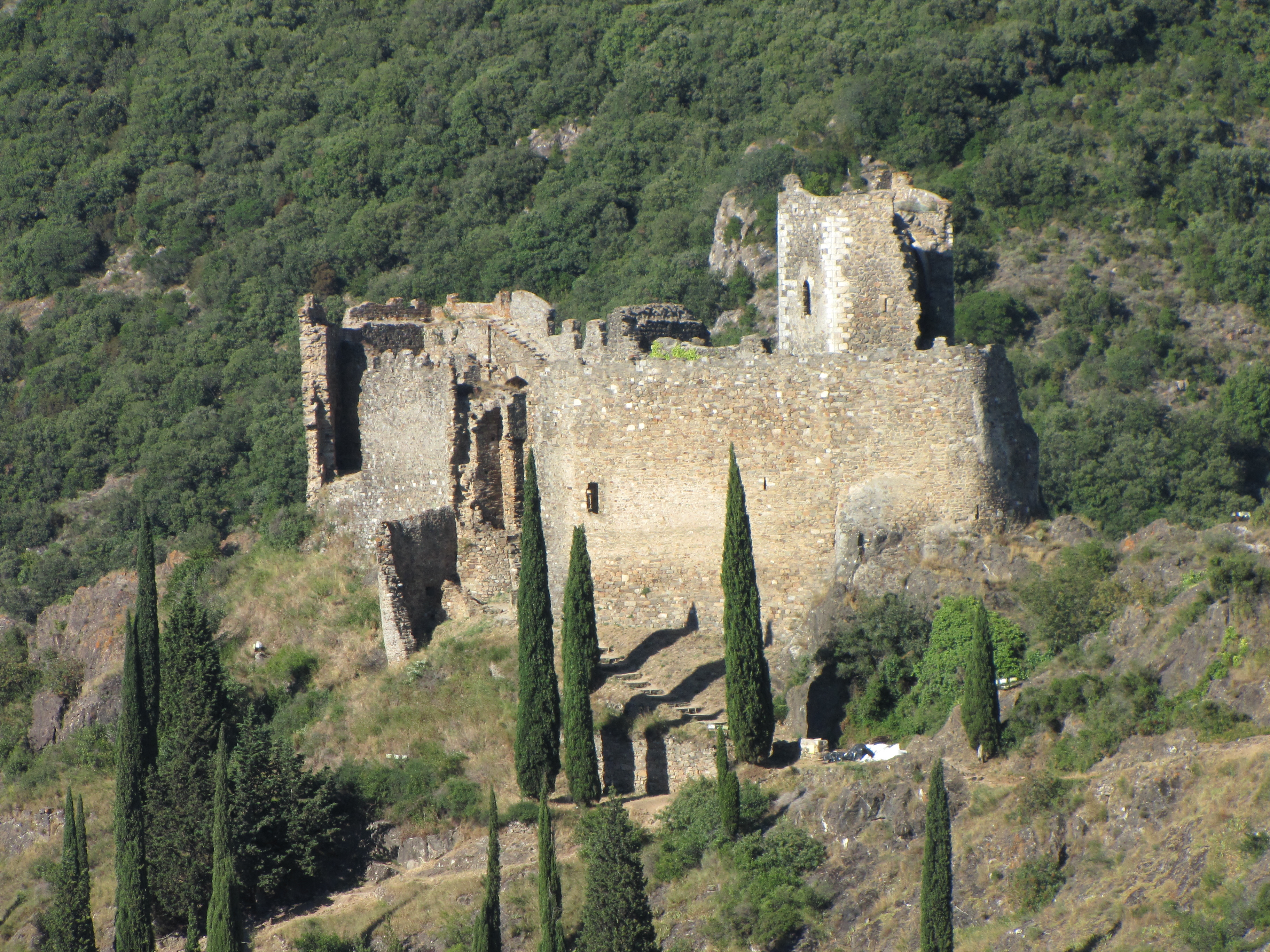
Château de Cabaret à Lastours.

Au XIIIe siècle, la Croisade contre les Albigeois (1208-1229) a profondément marqué l’histoire du Cabardès.
L’hérésie cathare s’est très tôt implantée dans la région et a bénéficié de la protection des seigneurs des lieux. Cabaret et plusieurs villages aux alentours, notamment La Tourette et Miraval, ont hébergé des évêques cathares et des parfaits. Pierre Roger de Cabaret, Jourdain son frère et Pierre de Laure, son fils aîné se sont engagés aux côtés du Vicomte de Trencavel dans la résistance aux armées des croisés dirigés par Simon de Montfort. Pierre Roger en particulier est considéré comme l’un des héros de la lutte contre Simon de Montfort. Cabaret résistera longtemps, mais dut finalement se rendre en 1229 à l’issue d’un long siège entrepris par l’un de chefs croisés Humbert de Beaujeu.
À cette date, le roi de France prend possession de la  seigneurie de Cabaret et des richesses minières qu’il comporte. Il fait toutefois donation  des forêts au clergé : il attribue plusieurs territoires forestiers autour de Mas-Cabardès, La Tourette, Miraval aux chanoines du chapitre de Saint-Nazaire de Carcassonne. Ceux-ci exploitent le domaine forestier et de nombreux conflits sont relatés entre le chapitre et la population des lieux à propos des droits d’usage de la forêt composée à cette époque essentiellement de chênes et de noisetiers.
Après 1300, le roi attribue le nom de Cabardès à une viguerie dont le territoire est plus étendu que celui des anciennes seigneuries de Cabaret et de Miraval. Elle  comprend 34 communautés. Plusieurs d’entre elles, par exemple Cuxac et Fontiès, ont accolé à leur nom celui de Cabardès alors qu’à l’origine elles étaient extérieures.
Époque moderne

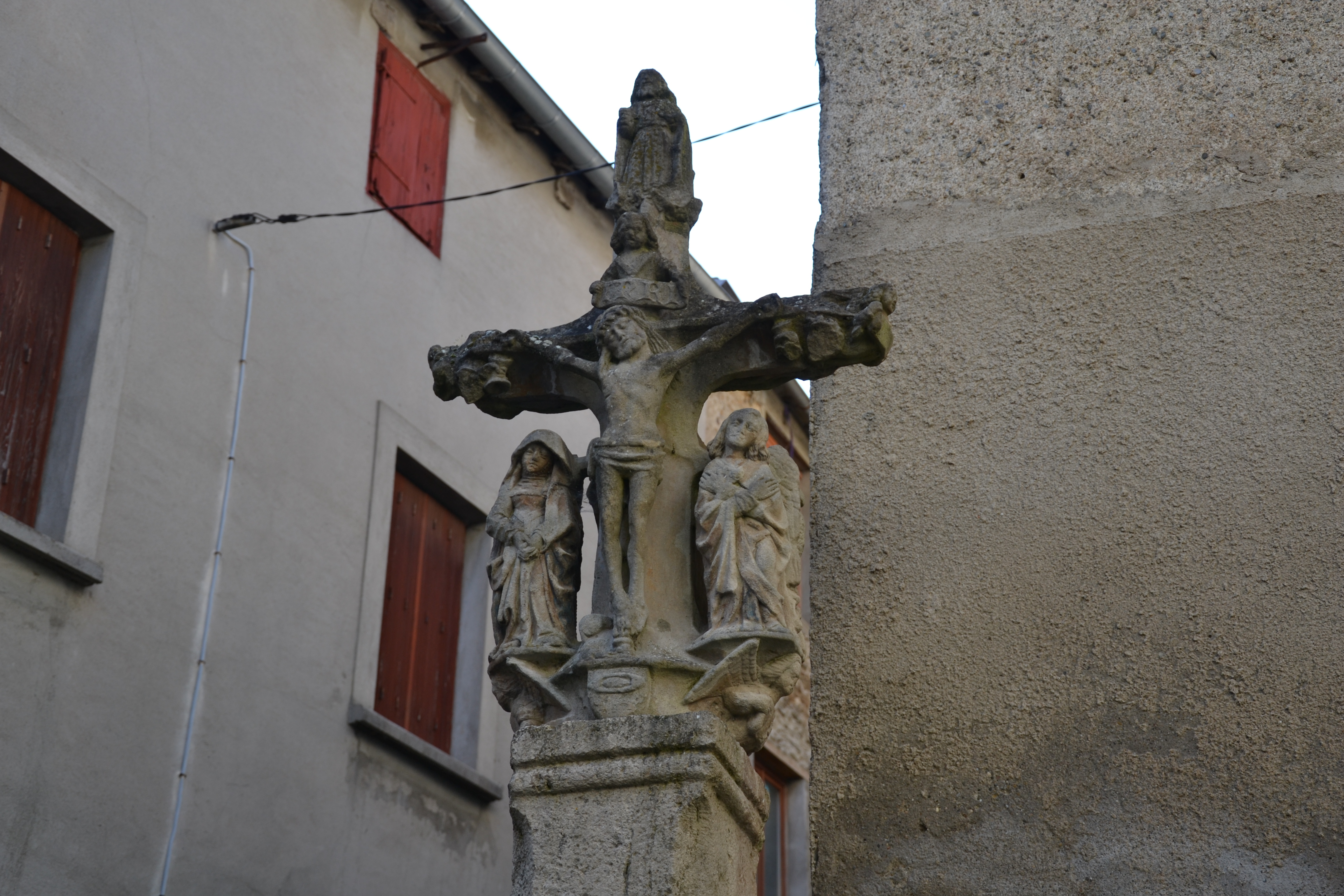
Croix des Tisserands (1545).

La production minière se développe. En plus du fer et du cuivre déjà exploités, des mines d’argent sont découvertes à La Caunette près de Lastours. Elles sont exploitées au XVIe siècle par la famille Gontier qui a racheté les droits sur les activités minières de la région au Roi de France.
L'industrie textile déjà présente au XIIIe siècle se développe également et devient au XVIe siècle et XVIIe siècle la deuxième ressource du pays après les mines. On tisse des draps commercialisés dans tout le Midi. La Croix de  Mas-Cabardès connue sous le nom de Croix des Tisserands en raison de la navette sculptée aux pieds du Christ témoigne de cette  activité économique florissante.
L’agriculture est aussi importante, notamment l’élevage ovin dont la laine est utilisée par l’industrie textile.
Malgré ces ressources, la situation du pays demeure précaire en raison de guerres et des épidémies. Au XVIe siècle les guerres de religion ont ensanglanté le pays : destruction d’églises et sévices sur la population par les armées de la Ligue commandées par le duc de Joyeuse. Au XVIIe siècle plusieurs épidémies de peste ont ravagé la région.
La période révolutionnaire, malgré une intense activité signalée dans de nombreux villages, n’a pas connu d’événements dramatiques dans la région.
Époque contemporaine

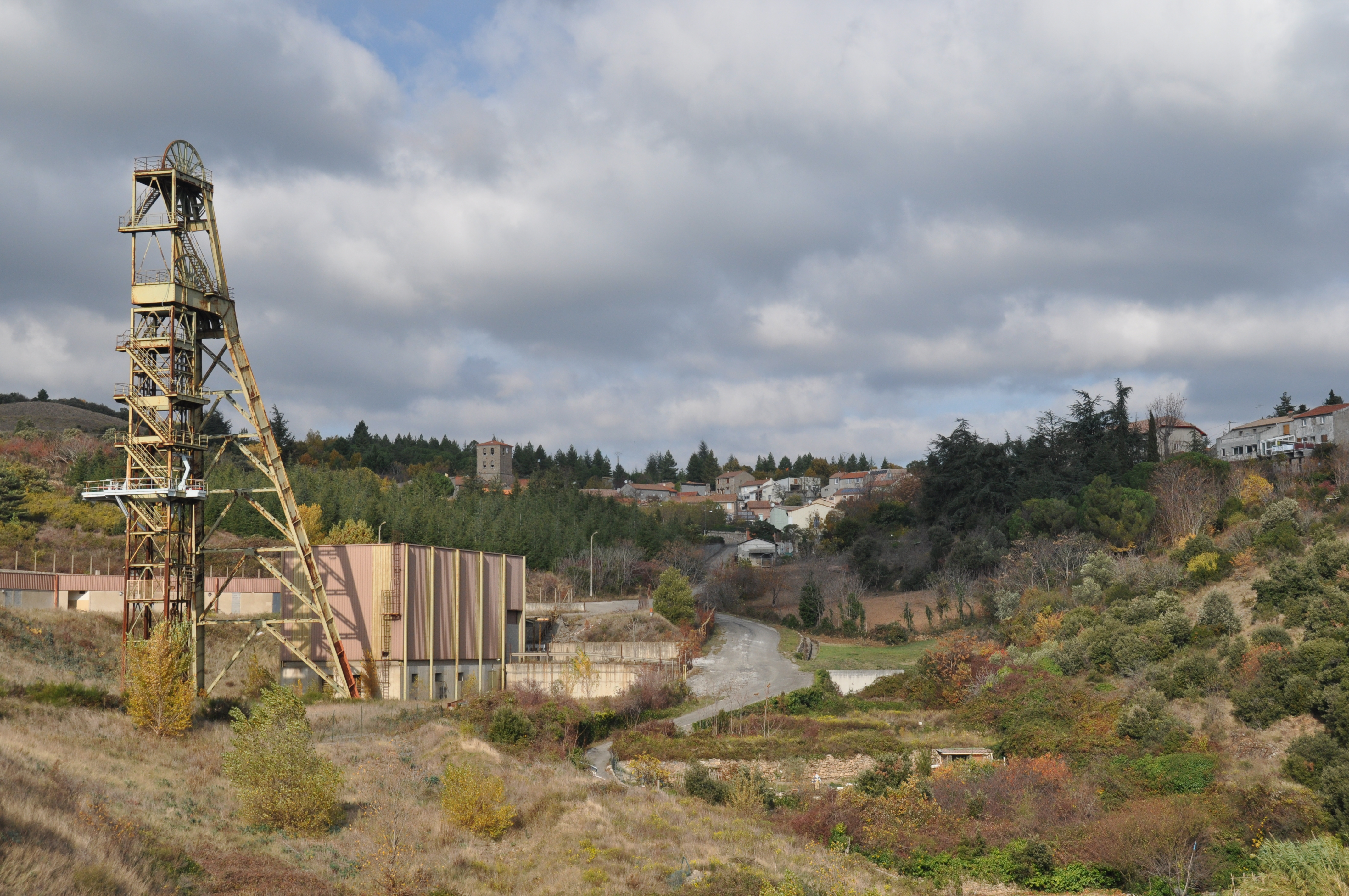
Puits Castan à Villanière.

L’industrie textile concurrencée par celle d’autres régions commence à péricliter dès la fin du XVIIIe siècle. Elle se maintient toutefois dans certains villages de la vallée de l’Orbiel, notamment à Lastours où l’usine emploie encore plus de 200 ouvriers en 1844. Mais le déclin est enclenché.
À partir des années 1930 le développement de la mine de Salsigne permet à l’ensemble  de la région de connaitre un regain d’activités. Mais cette industrie connaitra des difficultés financières à partir des années 1950 et une chute progressive du nombre de ses ouvriers pour finalement aboutir à une fermeture définitive en 2004. L’usine de délainage de l’Orbiel créée en 1960 dans le village voisin des Ilhes a connu le même sort en 1993.
Il s’ensuivra un exode rural significatif.

## Économie

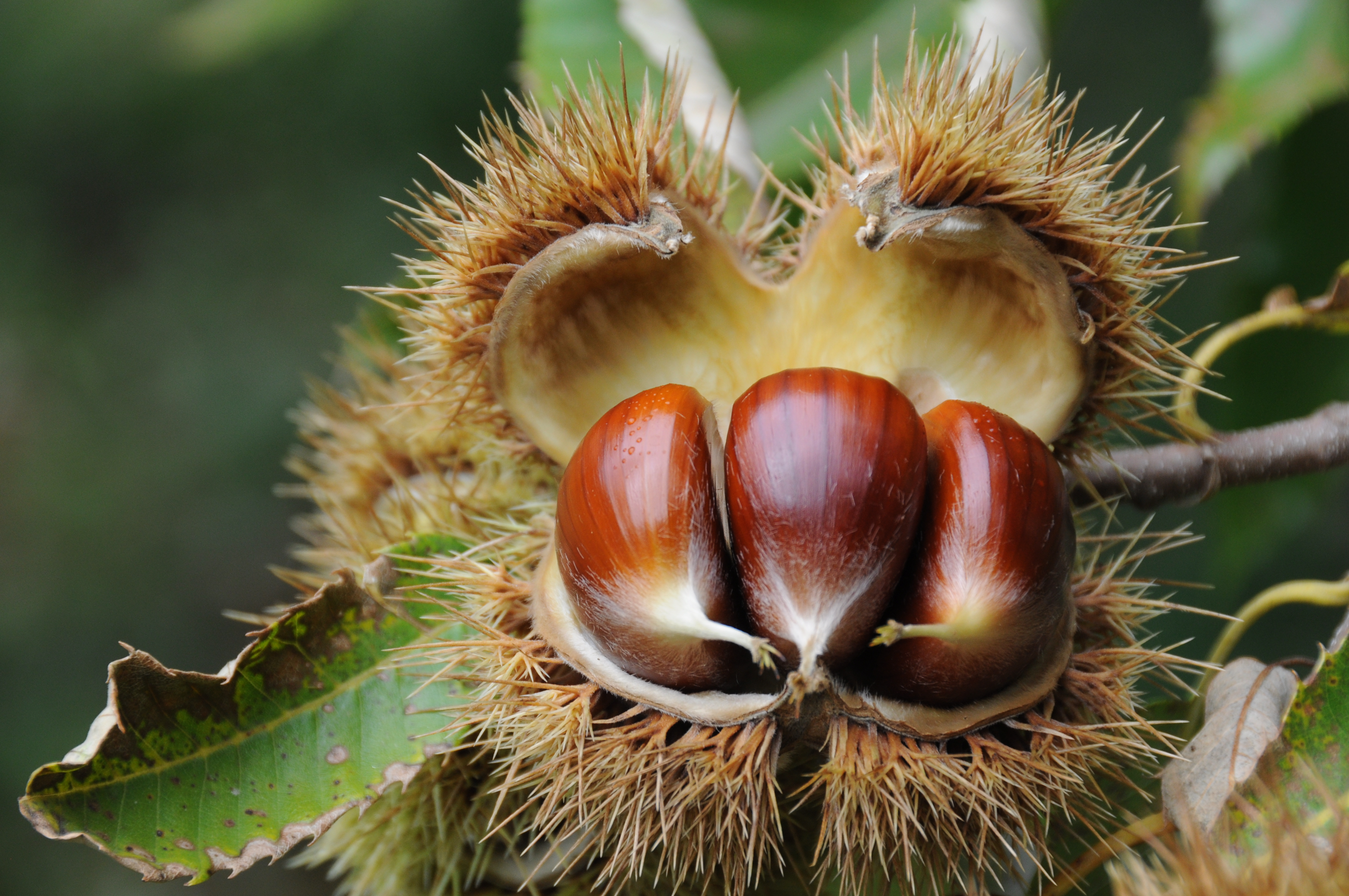
Châtaignes du Cabardès

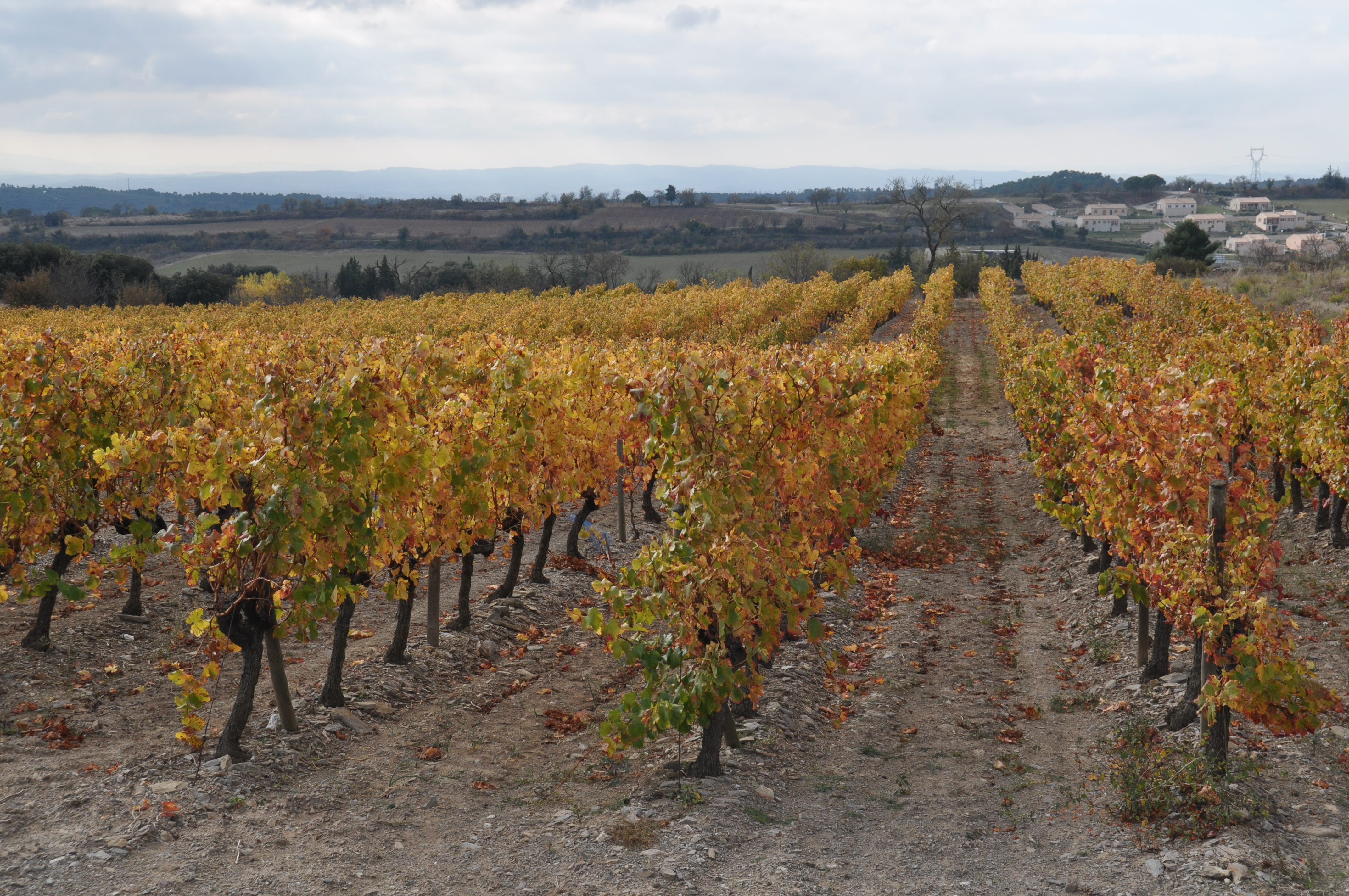
Vignoble du Cabardès

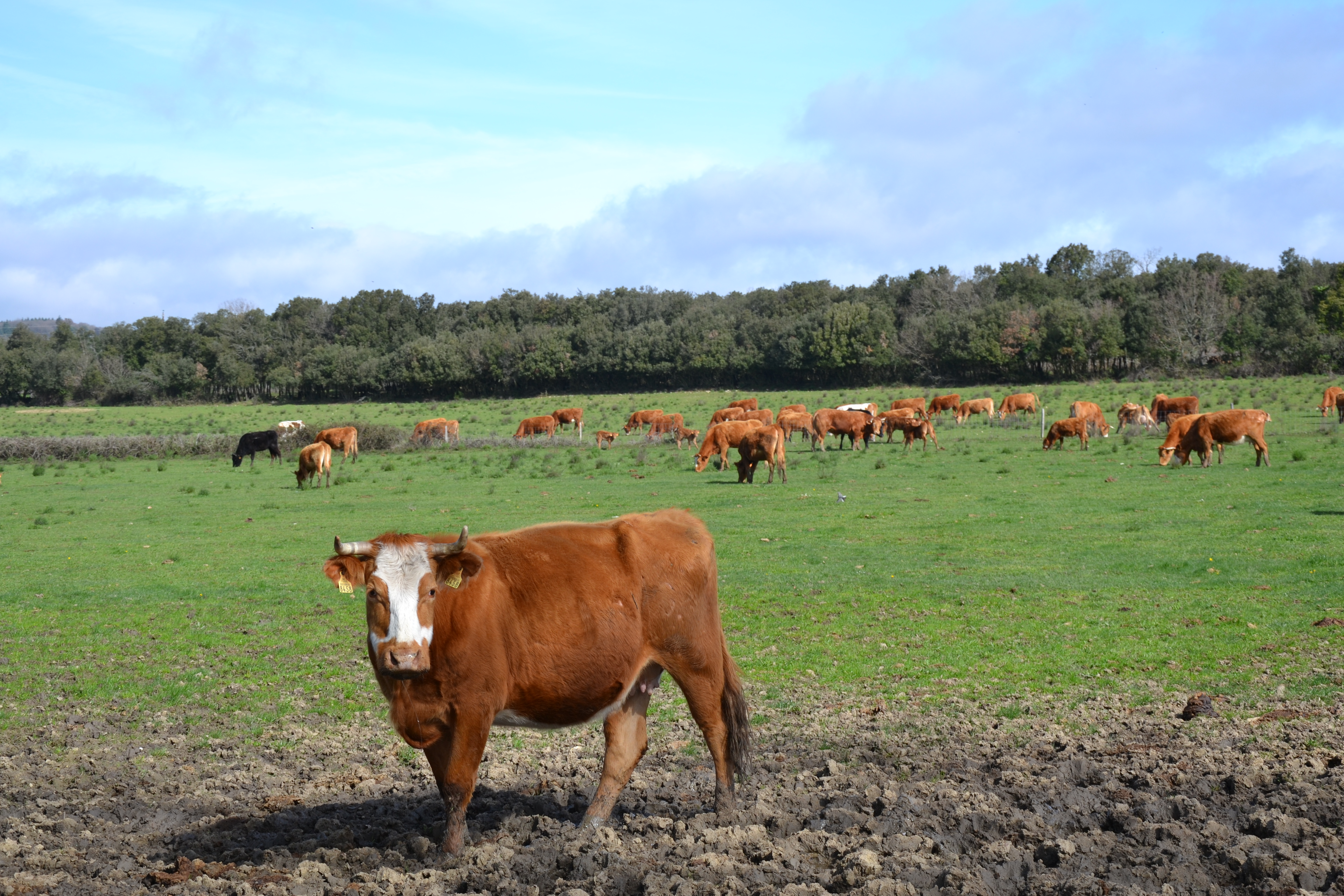
Troupeau allaitant

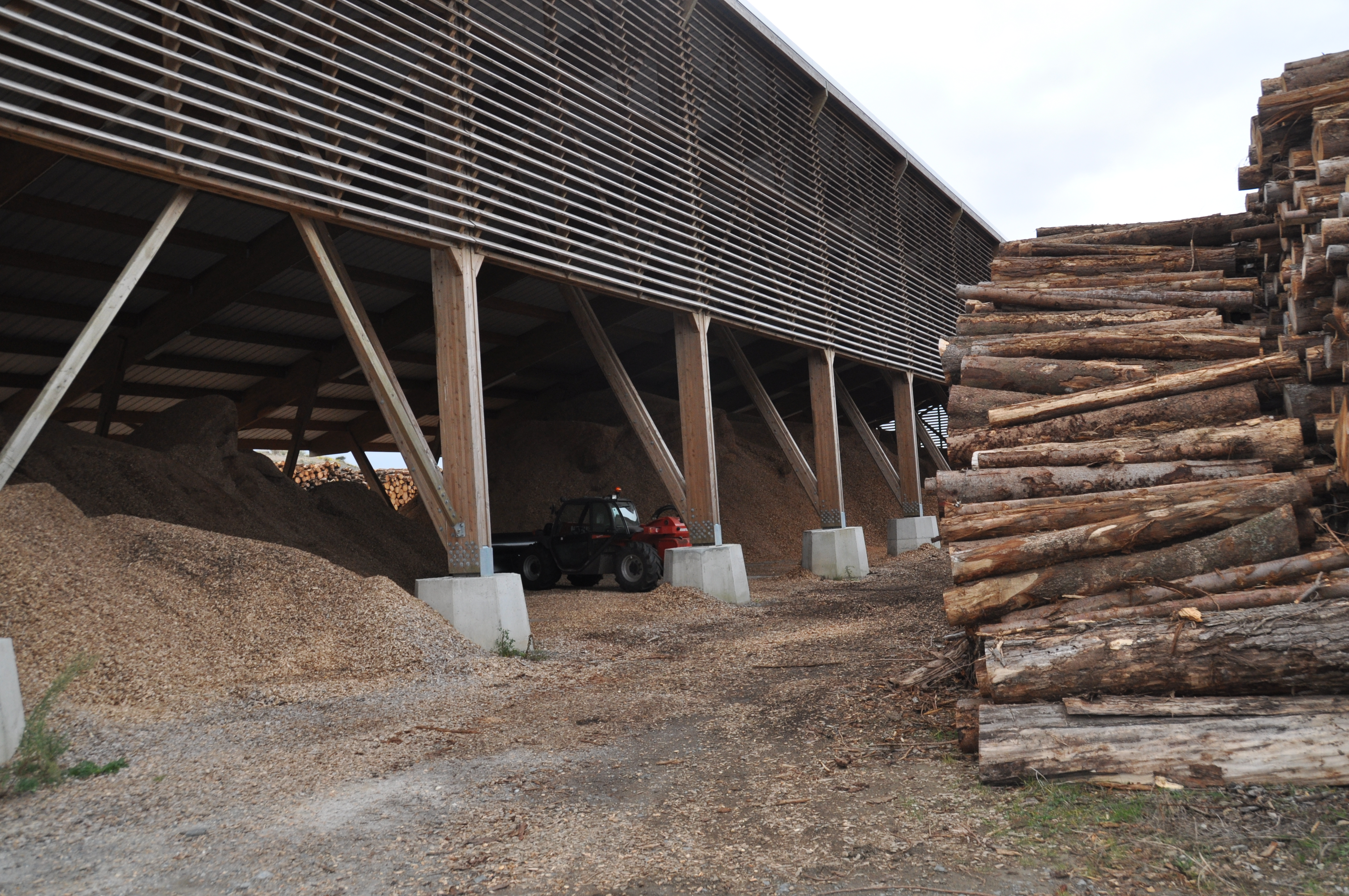
Plate-forme bois énergie

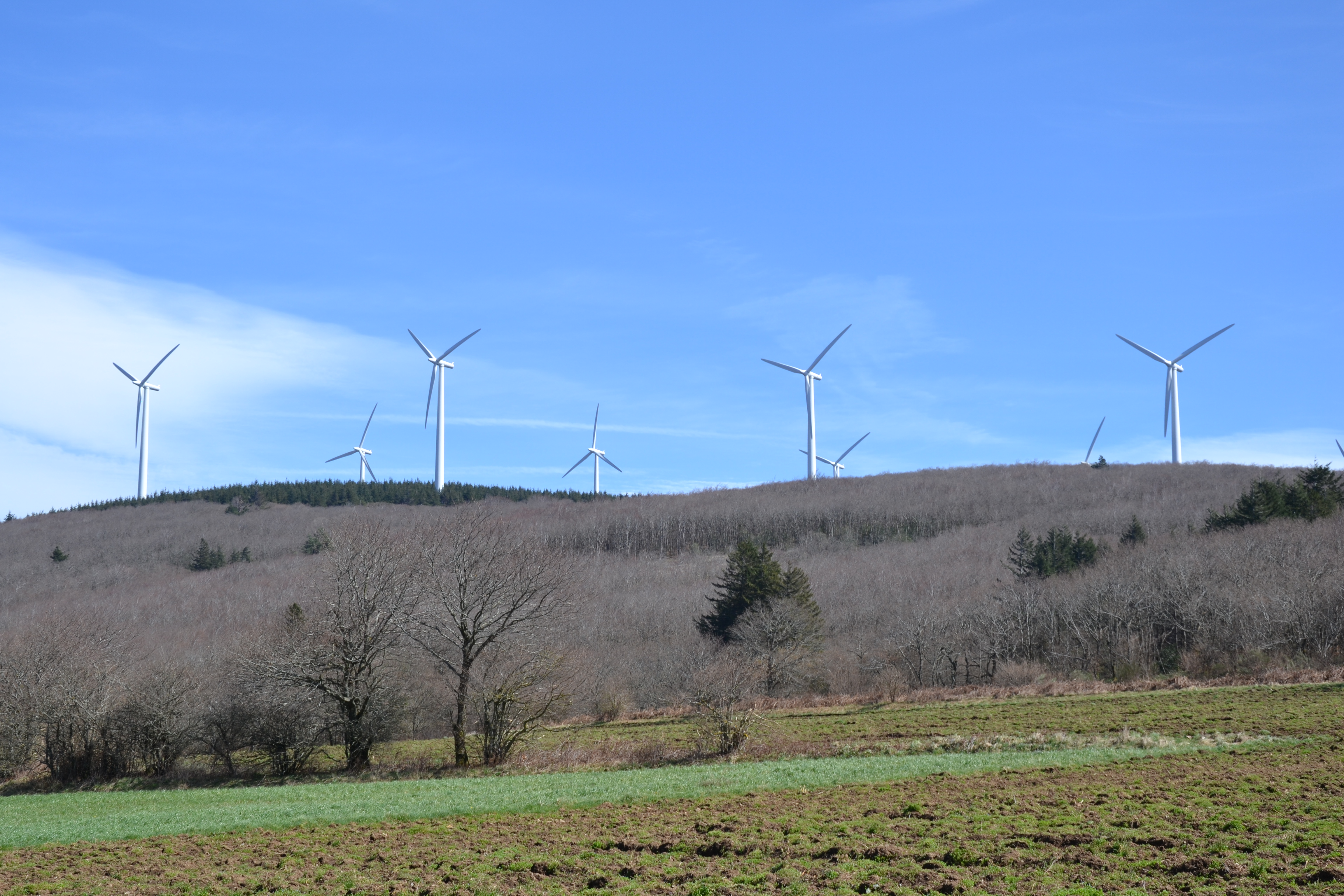
Parc éolien à Pradelles-Cabardès

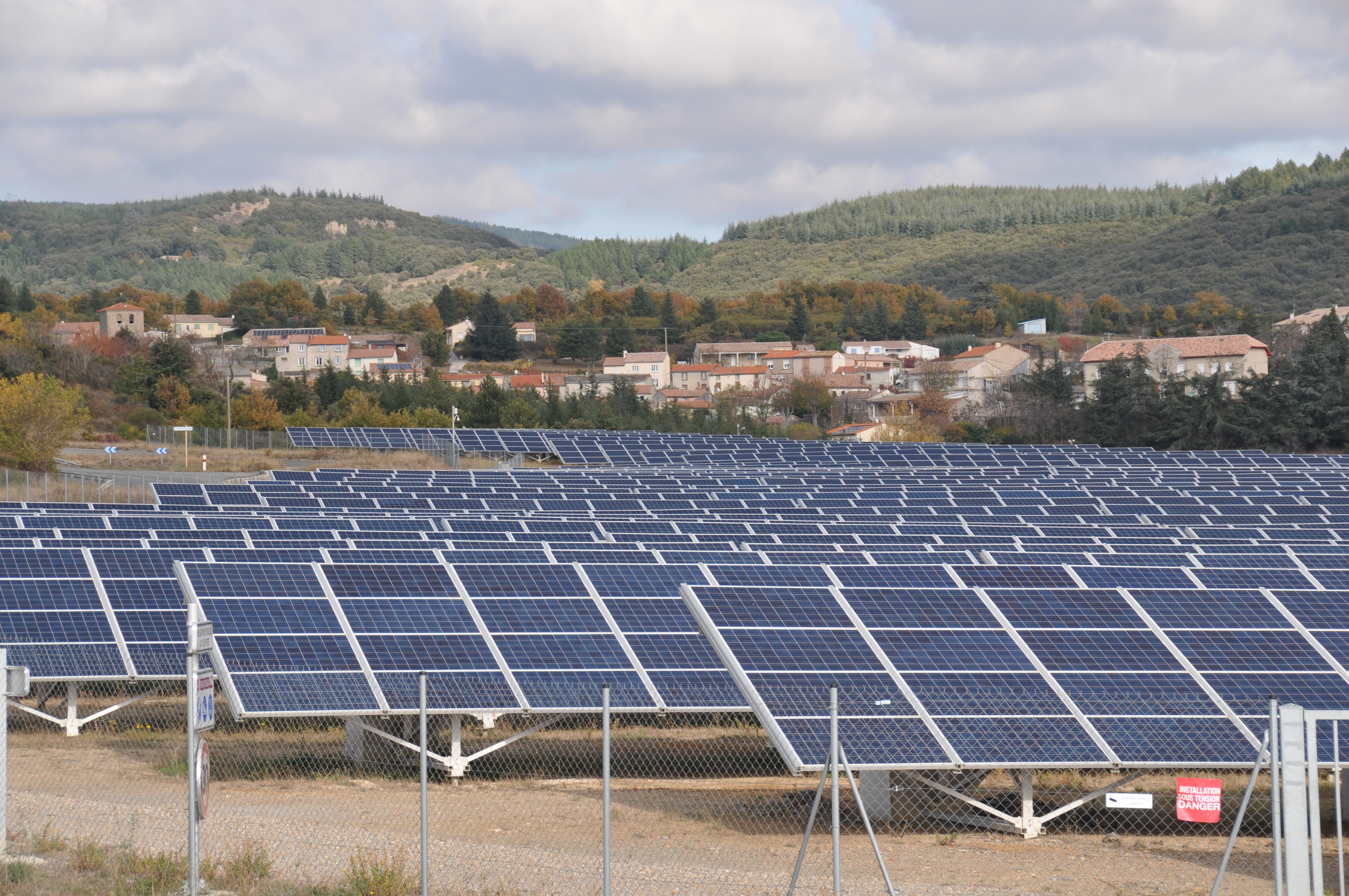
Centrale photovoltaïque de Villanière

L’économie de la région a longtemps reposé, d’une part sur les industries minières et textiles, d’autre part, mais dans une moindre mesure, sur  l’agriculture avec la vigne dans la plaine et les coteaux les plus bas et la polyculture-élevage sur les plateaux et la partie montagneuse. La castanéiculture et l’exploitation de la forêt apportant quelques compléments.
Aujourd’hui la situation a radicalement changé. Les industries traditionnelles ont disparu. L'élevage (avec plutôt une orientation vers la viande bovine) demeure, mais dans quelques exploitations seulement. La viticulture a pu se maintenir et même se développer dans les zones basses grâce à une vigoureuse politique de qualité ayant abouti à la création de l'AOC Cabardès en 1999. Remarquons cependant que le terroir de cette appellation déborde du pays du Cabardès au sens strict puisque plusieurs villages périphériques en bénéficient également.
La filière bois, qui avait fortement décliné, connait un début de relance en visant la valorisation énergétique de la ressource. Une société d'économie mixte bois-énergie a été créée à cette fin.
Par ailleurs, la région offre des conditions favorables au développement des énergies renouvelables. Plusieurs sites éoliens ont été implantés, notamment à Cuxac-Cabardès et à Pradelles-Cabardès, et une centrale photovoltaïque a été construite sur le site du puits Castan à Villanière. Cette structure d'une surface de près de 10 ha est susceptible de produire 6 millions de kWh/an, soit la consommation de plus de 2 400 habitants. D'autres projets sont en préparation. Sans être pourvoyeurs d’emplois sur site, ces projets apportent des revenus aux communes qui les hébergent.
L’activité touristique constitue un autre atout de cette petite région dotée de nombreux monuments historiques et sites naturels remarquables (cf. Patrimoine). En particulier les châteaux cathares de Lastours attirent de nombreux visiteurs. Après avoir marqué l’histoire, le catharisme apporte aujourd’hui encore sa contribution au développement touristique du pays.

## Patrimoine
Le pays du Cabardès regroupe un patrimoine important :
- Les châteaux de Lastours à Lastours
- Le château de Saissac à Saissac
- Le Château de Pennautier à Pennautier
- Le village classé d'Aragon
- Le village perché de La Tourette-Cabardès
- Le village du livre, Montolieu
- La rigole de la plaine de Pierre-Paul Riquet et la prise d'Alzeau qui alimente le canal du Midi, classé patrimoine mondial de l'UNESCO.
- Les glacières de Pradelles-Cabardès
- Le patrimoine naturel et végétal du village de Fontiers-Cabardès
- Le moulin à papier[6] de Brousses-et-Villaret à Brousses
- Plusieurs édifices religieux remarquables inscrits aux monuments historiques : Église Saint-Étienne de Mas-Cabardès, Église Sainte-Anne de La Tourette-Cabardès, Église Saint-André de Labastide-Esparbairenque, Croix des Tisserands de Mas-Cabardès, Église Saint-Sernin de Cubserviès, Église Sainte-Cécile de Cuxac-Cabardès, Église Saint-Clément de Fontiers-Cabardès, Église Saint-André de Montolieu .

Le Cabardès possède aussi de nombreux sites naturels :
- La cascade de Cubserviès est une des plus hautes d'Europe[réf. souhaitée] (90 mètres)
- La grotte de Limousis
- Le gouffre de Cabrespine
- Le pic de Nore

## Personnalités
Plusieurs personnalités sont nées ou ont vécu dans le Cabardès :
- Raimon de Miraval : poète et troubadour (vers 1165 - 1229) ;
- Pierre Roger de Cabaret : seigneur de Cabaret, protecteur des cathares ;
- Pierre-Paul Riquet : créateur du canal du Midi ;
- Pierre Duhem : physicien, mort à Cabrespine en 1916 ;
- Ernest Ferroul : homme politique français, né à Mas-Cabardès (1853-1921) ;
- Patrick Süskind : écrivain, auteur du roman Le Parfum ;
- Jean-Claude Pirotte : écrivain, poète, peintre, président de l'association Lire en Cabardès ;
- Kevin Ayers : chanteur, guitariste, cofondateur du groupe Soft Machine.